# سجاد انوشیروانی
سجاد انوشیروانی (زاده ۲۲ اردیبهشت ۱۳۶۳ اردبیل) وزنه‌بردار ایرانی بازنشسته دستهٔ فوق سنگین و رئیس فدراسیون وزنه‌برداری ایران از سال ۱۴۰۱ است.
وی در مسابقات جوانان آسیایی مالزی مقام سوم را کسب کرد او یکی از مدال‌های برنز اردوی تیم ملی ایران را در مسابقات آسیایی گوانگ‌ژو را کسب نمود. او دارای دکتری فیزیولوژی ورزشی از دانشگاه محقق اردبیلی است.
او در این مسابقات باتوجه به مصدومیت زانو مقام سوم را برای تیم ملی ایران کسب نمود.

## زندگی شخصی
وی چندین بار تصمیم به کنار گذاشتن وزنه‌برداری گرفت. انوشیروانی چند وقتی شاگرد لوله‌کش بوده‌است.
وی با علی دایی رابطه فامیلی دارد. مادر همسر وی دخترخاله علی دایی است.

## تحصیلات
وی دارای دکترا تربیت بدنی در گرایش فیزیولوژی ورزشی و عضو هیئت علمی دانشگاه محقق اردبیلی می‌باشد. وی دارای چندین مقاله و کتاب در حوزه‌های تخصصی می‌باشد.

## مسابقات قهرمانی ۲۰۱۲ کره جنوبی
در مسابقات قهرمانی آسیا در سال ۲۰۱۲ در کره جنوبی با مهار وزنه ۲۰۰ کیلوگرمی در یک‌ضرب و ۲۳۸ کیلوگرمی در دوضرب توانست به مقام دوم و مدال نقره دست یابد.

## المپیک تابستانی لندن ۲۰۱۲
او پس از کسب سهمیه المپیک لندن در روز سه شنبه ۱۷ مرداد ۱۳۹۱ در ۱۰۵+ کیلوگرم به مصاف حریفان خود رفت و در حرکت یک‌ضرب در حرکت اول ۱۹۸ کیلوگرم را با موفقیت بالای سر برد و در حرکت دوم موفق نشد وزنه ۲۰۴ کیلوگرمی را بلند کند و در حرکت سوم با ۲۰۴ کیلوگرم کار خود را به پایان رساند در یک‌ضرب سوم شد.
در دوضرب در حرکت اول ۲۳۷ کیلوگرم و در حرکت دوم ۲۴۵ کیلوگرم را بالای سر برد و در حرکت سوم نا موفق بود و با مجموع ۴۴۹ کیلوگرم پس از بهداد سلیمی دوم شد و مدال نقره دریافت کرد.

## استعفا از سرمربیگری تیم ملی
سجاد انوشیروانی در دورهٔ ریاست علی مرادی رئیس وقت فدراسیون وزنه‌برداری ایران سمت سرمربیگری تیم ملی وزنه‌برداری ایران را بر عهده داشت، به دلیل عدم تمکین کیانوش رستمی مبنی بر عدم حضور در اردوی تیم ملی و اصرار او بر تمرین انفرادی، از سمت خود استعفا داد. انوشیروانی گفت «خوشحالم که توانستم دِینم را به وزنه‌برداری ادا کنم و خوشحالم از اینکه از روز اول مقابل بازیکن‌سالاری ایستادم و کوتاه نیامدم.»

## انتصابات
- در اردیبهشت سال ۱۳۹۹ طی حکم از طرف وزیر ورزش و جوانان، «سجاد انوشیروانی» به عنوان مدیرکل ورزش و جوانان استان اردبیل معرفی گردید.[۱۱]
- در سال ۱۳۹۶ طی حکمی از طرف فدراسیون ملی ورزشهای دانشگاهی او به عنوان رئیس انجمن وزنه‌برداری منصوب شد. وی دارای دکترا تربیت بدنی در گرایش فیزیولوژی ورزشی و عضو هیئت علمی دانشگاه محقق اردبیلی می‌باشد.[۸]
- در ۳۱ خرداد ۱۴۰۱ وی به عنوان سرپرست فدراسیون وزنه‌برداری ایران منصوب شد.[۳]

## نتایج
| سال            | مکان                 | وزنه           | یک‌ضرب (کیلوگرم) | یک‌ضرب (کیلوگرم) | یک‌ضرب (کیلوگرم) | یک‌ضرب (کیلوگرم) | دوضرب (کیلوگرم) | دوضرب (کیلوگرم) | دوضرب (کیلوگرم) | دوضرب (کیلوگرم) | مجموع          | رتبه           |
| سال            | مکان                 | وزنه           | ۱               | ۲               | ۳               | رتبه            | ۱               | ۲               | ۳               | رتبه            | مجموع          | رتبه           |
| بازی‌های المپیک | بازی‌های المپیک       | بازی‌های المپیک | بازی‌های المپیک  | بازی‌های المپیک  | بازی‌های المپیک  | بازی‌های المپیک  | بازی‌های المپیک  | بازی‌های المپیک  | بازی‌های المپیک  | بازی‌های المپیک  | بازی‌های المپیک | بازی‌های المپیک |
| -------------- | -------------------- | -------------- | --------------- | --------------- | --------------- | --------------- | --------------- | --------------- | --------------- | --------------- | -------------- | -------------- |
| ۲۰۱۲           | لندن، بریتانیا       | +۱۰۵ ک. گ      | ۱۹۸             | ۲۰۴             | ۲۰۴             | ۳               | ۲۳۷             | ۲۴۵             | ۲۵۱             | ۳               | ۴۴۹            | 2              |
| قهرمانی جهان   |                      |                |                 |                 |                 |                 |                 |                 |                 |                 |                |                |
| ۲۰۱۰           | آنتالیا، ترکیه       | +۱۰۵ ک. گ      | ۱۸۵             | ۱۸۵             | ۱۹۱             | ۷               | ۲۲۸             | ۲۲۸             | ۲۳۵             | ۴               | ۴۲۶            | ۵              |
| ۲۰۱۱           | پاریس، فرانسه        | +۱۰۵ ک. گ      | ۱۹۳             | ۱۹۳             | ۱۹۸             | 3               | ۲۲۸             | ۲۳۳             | ۲۴۱             | 2               | ۴۳۹            | 2              |
| بازی‌های آسیایی |                      |                |                 |                 |                 |                 |                 |                 |                 |                 |                |                |
| ۲۰۱۰           | گوانگ‌ژو، چین         | +۱۰۵ ک. گ      | ۱۸۵             | ۱۹۱             | ۱۹۵             | ۲               | ۲۲۶             | ۲۳۲             | ۲۳۷             | ۳               | ۴۲۷            | 3              |
| قهرمانی آسیا   |                      |                |                 |                 |                 |                 |                 |                 |                 |                 |                |                |
| ۲۰۱۲           | پیونگتائک، کره جنوبی | +۱۰۵ ک. گ      | ۱۸۸             | ۱۹۳             | ۱۹۶             | 3               | ۲۲۳             | ۲۳۱             | ۲۳۸             | 2               | ۴۳۱            | 3              |

## تحصیلات
وی دارای دکتری فیزیولوژی ورزش می‌باشد و هم‌اکنون به عنوان عضو هیئت علمی گروه تربیت بدنی و علوم ورزشی دانشگاه محقق اردبیلی مشغول تدریس و هدایت پایان‌نامه‌های دانشجویان می‌باشد.

https://uma.ac.ir/cv.php?slc_lang=fa&sid=1&mod=scv&cv=1368